# Klara
Klara is een Vlaamse radiozender van de VRT met vooral klassieke muziek en in tegenstelling tot andere FM-zenders van de VRT zeer beperkte reclameblokken. De naam is een lettergreepwoord; een verkorting van "klassieke radio". De programmatie is vergelijkbaar met die van NPO Klassiek in Nederland, BBC Radio 3 in het Verenigd Koninkrijk en Musiq3 in Wallonië.
Klara haalt een marktaandeel van enkele procenten, met een dieptepunt eind 2023 van 1,2%.

## Geschiedenis
Klara startte onder de naam BRT 3 en werd later omgedoopt tot Radio 3. In 2000 werd Walter Couvreur netmanager en herdoopte het station op 2 december tot Klara. De naamsverandering werd, samen met een nieuwe programmering, uitgevoerd om een groter publiek te trekken voor de klassieke zender.
Tijdens de Mozart-week van januari 2006 maakte het VRT-bestuur bekend dat in de toekomst Klara als herkenningsnaam zou gaan gebruikt worden voor culturele inhoud op andere VRT-kanalen dan alleen de radio: bijvoorbeeld ook op tv-zender Canvas, of op het internet.
In maart 2007 werd Chantal Pattyn nethoofd. In het najaar van 2013 onderging de zender een vernieuwingsoperatie, met twaalf nieuwe programma's en een nieuwe slagzin: Blijf verwonderd. Volgens cijfers van het Centrum voor Informatie over de Media (CIM) haalde Klara samen met Klara Continuo tussen november 2019 en februari 2020 een marktaandeel van 2,33%.

## Presentatoren

### Huidig
- Katelijne Boon
- Sylvia Broeckaert
- Heleen Debruyne
- Geertje De Ceuleneer
- Clara De Decker
- Tine De Donder
- Sander De Keere
- Pat Donnez
- Björn Doumen
- Olav Grondelaers
- Kaat Haest
- Jan Hautekiet
- Mark Janssens
- Heidi Lenaerts
- Kristof Lowyck
- Sieglinde Michiel
- Ella Michiels
- Chantal Pattyn
- Inneke Plasschaert
- Patrick Riguelle
- Greet Samyn
- Anne-Marie Segers
- Carlo Siau
- Lies Steppe
- Bart Stouten
- Katleen Van Bavel
- Julie Van Bogaert
- Bart Vanhoudt
- Cara Van der Auwera
- Bent Van Looy
- Nicole Van Opstal
- Tom Verheyden
- Johannes Wirix-Speetjens

### Voormalig
- Liselot Aerts
- Fred Brouwers
- Charlotte Crul
- Helena De Groot
- Chantal De Waele
- Herman De Winné
- Lucrèce Maeckelbergh
- Karel Nijs
- Evita Nossent
- Paul Rans
- Jean-Pierre Rondas
- Katharina Smets
- Nathalie Sterckx
- Werner Trio
- Annemie Tweepenninckx
- Johan Vancauwenberge
- Marc Van den Hoof
- Joanna Van der Heyden
- Thomas Vanderveken
- Kurt Van Eeghem
- Manuela Van Werde
- Vincent Verelst
- Herwig Verhovert
- Geert Vermaercke
- Lut Van der Eycken

## Bekende programma's
- Brouwerijen
- Jazz
- Klara's Top 100
- Mixtuur
- Rondas
- The Original Soundtrack

## Evenementen
Jaarlijks organiseert Klara enkele evenementen, grotendeels op locatie. Soms vervangen die deels de gewone programmatie, zoals het grootschalig KlaraFestival in september. Klara is ook cosponsor van Jazz Middelheim.

### Klara's
De Klara's zijn muziekprijzen voor klassieke muziek, de tegenhangers van de Music Industry Awards (MIA's) voor populaire muziek, uitgereikt in vijf categorieën: belofte van het jaar, doorbraak van het jaar, musicus van het jaar, componist van het jaar en de speciale vermelding.

### Klara in deSingel
Een brede waaier aan concerten in klassieke en aanverwante niet-scenische muziekgenres, opgevoerd in de Antwerpse concertzaal deSingel.

### Klara 4 Kids
Klara 4 Kids heeft tot doel klassiek bekend te maken bij kinderen en omvat vooral evenementen in één stad of locatie, bijvoorbeeld de Brusselse Bozar (2011) of Antwerpen (2012).

## Frequenties
| Zendmast           | Frequentie |
| ------------------ | ---------- |
| Antwerpen          | 96.4 MHz   |
| Egem               | 90.4 MHz   |
| Genk               | 89.9 MHz   |
| Schoten            | 96.4 MHz   |
| Sint-Pieters-Leeuw | 89.5 MHz   |